# 体罰
体罰（たいばつ）とは、注意や懲戒の目的で私的に行われる身体への暴力行為である。
受ける側に落ち度があるとのニュアンスを持つ「罰」の使用を避け、主にスポーツの場面で暴力的指導（ぼうりょくてきしどう）とも呼ばれる。

## 概要
体罰は、父母や教員などが子供や生徒などの管理責任の下にあると考えられる相手に対し、教育的な名目を持って肉体的な苦痛を与える罰を加えることを指す。この場合の苦痛とは、叩くなどの直接的なものから、立たせたり座らせる、(柱や椅子などに)縛りつけるなどして束縛して動くことを禁ずるなど間接的なものも含む。体罰に明確な定義はなく、一般的に身体刑や虐待や暴行や訓練とは異なる行為とするが、該当することもある。軍隊や部活動等における先輩から後輩への指導が肉体的苦痛を伴う時も、体罰とされることがある（→根性論も参照）。
体罰は古くより「注意をしても聞かない・もしくは理解できない」という子供に対する教育的な指導と認識されていた。方法としては、動物（所謂獣）に対する躾と同様の直接的な痛みを伴う行為がとられることが多かった（手で叩く・殴る・鞭で打つ・灸を据えるなど）。
その一方で、その罰がしばしば当人の人格否定に繋がったり、重大な負傷に至る事例が挙げられるにつれ、社会的に問題視され、その効果に疑問が投げかけられるようになった。また、体罰の実施者にそもそも罰を与える権利があるのかも問題となっている。過去60年にわたり、全米で36,000人を対象とした Gershoff ET 2002 では、体罰は短期的には指示に従うものの、長期的に見ると「攻撃性が強くなる」「反社会的行動に走る」「精神疾患を発病する」といったマイナス面が見られた。その他、多くの研究においてもプラスの面より長期的なマイナス面が強化される傾向が指摘されている。
2014年9月4日に発表された国際連合児童基金（ユニセフ）の調査によれば、世界の2歳から14歳の約6割（約10億人）が両親などから日常的に体罰を受けており、世界の大人の約3割が子供のしつけに体罰は必要と考えているという。

### 世界での体罰の扱い

未成年者の体罰に関する法律
完全に違法
家庭内で合法
家庭および私立学校で合法
家庭および学校（公立・私立）で合法
家庭、学校、司法上で合法

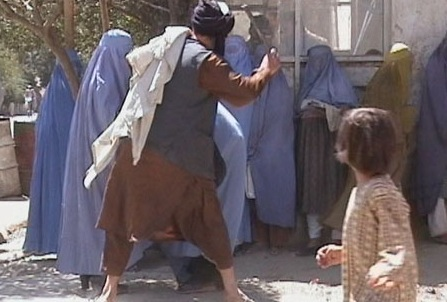
公共の場でブルカの被り物を脱いだとして、タリバンの宗教警察が女性を暴行している様子

18世紀の終わりから、ヨーロッパの国々は啓蒙思想の浸透とともに、ジョン・ロック、ジョン・デューイらの呼びかけにより体罰を禁止する流れが広がった。
フランスでは1791年の刑法で禁止し、1820年にオランダとイタリア、1860年にオーストリアとベルギー、1871年にドイツ、1890年にフィンランド、1900年に日本、1904年にロシア、1930年にデンマーク、1936年にノルウェー、1948年にイギリス（1881年に軍隊でのみ禁止。）、1949年に中国、1955年にインド、1972年にカナダで禁止された。
その一方で、イスラムの法律シャリーアに忠実な国々ではハッド刑に基づいて体罰が行われている。

### 日本における体罰の扱い
フリージャーナリストの角田裕育も「歴史的に日本の武士道には体罰の概念が無く、体罰は明治維新後に欧米の教育を持ち込んだ際に導入されたものである」「今や欧米も脱体罰の流れにある時に、日本だけが体罰肯定にしがみついている」と2008年の記事で説明していた。
日本の学校教育の場においては、学校教育法（昭和22年法律第26号）の第11条において、校長および教員は懲戒として体罰を加えることはできないとされている。この規定に対する（刑事上の）罰則はないものの、教員以外の者と同じく、スキンシップと解せないものについては、暴行罪や傷害罪（死亡した場合は致死罪）となる。また教員が職権として体罰を加えた場合は、刑事上の責任とは別個に民事上の責任も問われる。教員は、公務員の信用失墜行為として免職を含めた懲戒処分を受けることがある。刑事告訴をおこされぬよう、示談を前提に加害教員と勤務校が被害者に“陳謝”する場合が多い。
法務省は懲戒権の限界について定め、それを越すいわゆる体罰は触法であると定め、「体罰」について以下のように通達している。
- 学校教育法第11条にいう「体罰」とは、懲戒の内容が身体的性質のものである場合を意味する
  1. 身体に対する侵害を内容とする懲戒（殴る・蹴るの類）は体罰に該当する
  2. 被罰者に肉体的苦痛を与えるような懲戒（端坐・直立等・特定の姿勢を長時間にわたって保持させる）は体罰に該当する

すなわち、「体罰」はその成立要件として、
1. 懲戒の対象となる行為に対して、
2. その懲戒内容が、被罰者の身体に対する侵害を内容とするか、被罰者に肉体的苦痛を与えるようなものであり、
3. その程度があくまでも「罰」の範疇であること。

である。往々にして最初の条件を欠くものが多い。最初の条件を欠くもの、3つ目の条件を欠く（程度が「罰」の範疇を逸脱している）ものは、ともに「罰」ではなく、単なる暴力であり、これらを「体罰」と称することにより、問題のすり替え（刑事犯である暴行を教育論にすり替える）、責任転嫁（「罰」である以上、受ける側にも非がある）することになる。また、法務省では体罰を日本国内における主な人権課題の一つとみなし、「校内における暴力容認の雰囲気を作り出したりするなど、いじめや不登校を誘発する原因と考えられる」との見解を示している。
2012年、警察庁長官は記者会見で「一義的には教育現場の対応を尊重すべきだが、違法行為があれば被害者や保護者の意向、学校の対応状況を踏まえて対処する」と見解を述べている。
一方、家庭内での体罰は1990年代より児童虐待が社会問題として取り上げられるようになり、保護者などの鬱憤晴らしなどに過ぎない虐待でないか慎重に判断されるようになった。特に外傷の有無に関しては外傷の種類などや状態に関する判断基準が示されるなどしており、教師や小児科医といった普段子供を間近で観察する機会の多い職種を中心に、判断基準などの情報が提供されている。
2019年12月3日、厚労省は2020年4月から施行される子どもに対する親の体罰を禁じた改正児童虐待防止法を受け、体罰の定義を含む指針素案を示し、大筋で了承された。親権者や里親らによる体罰禁止が盛り込まれた。罰則規定は設けられていない。親権者に必要な範囲で認める民法の懲戒権についても法施行後2年をめどとし、規定の削除を含めた議論が続いている。2022年12月10日、懲戒権の削除ならびに体罰などの禁止を定めた民法等の一部を改正する法律案が、参議院本会議にて可決され、成立した。2024年4月1日から施行。

## 学術的見解にみる体罰の危険性
体罰支持者は存在するが、厳密な学術誌『CHILDREN』が質の高い証拠とみなす統計的文献分析（メタアナリシス）によれば、体罰は学校の成績と負の相関があり、内面的・外面的行動に悪影響を及ぼす可能性があり、攻撃性を促進すること、内面的道徳性を低下させること、精神的健康の低下と相関がある。

## 家庭における体罰・躾
家庭内等において、子供が保護者と生活する時間は長い。特に就学前の乳幼児にとっては、保護者は親権者であると共に最初に出会う教師ともいえる。このため保護者は、それら幼児に日常生活を通じて、やるべき事・やってはいけない事・守るべきルール・言葉を教育する。この教育の過程で、まだ言葉を十分に理解出来ない幼児にとっては、往々にして「言葉による賞罰」よりも、「肉体の感覚による賞罰」の方が効果的な事が多いという考えもある。。
この場合において、例えば、賞は抱きしめたり、頭を撫でたりといったこと、罰は(手加減して・注意を喚起する程度に留めて）叩く、引っ張るといったようなものである。しかし、環境が閉鎖的である事もあって、他の要因から罰の方法が激化し、虐待に発展するケースも少なくない。
特に乳幼児は、言葉以前に善悪も理解出来ないため初期の段階においての躾はほとんど不可能である。空腹や孤独・便意・濡れた衣服にまつわる不快感に対して敏感であり、泣く事によってこれらの不快な状態の改善を（本能的に）要求する。自分では何も解決できない乳幼児が、このような手段を用いて要求するのは至極当然の反応であるが、性格的に未熟だったり、精神的疲労やノイローゼ状態にある保護者にとっては、これらの要求を煩わしく感じる事も少なくないためか、要求を減らすために、「我慢する躾」と称してよりエスカレートした児童虐待を行う場合がある。
このような場合、乳幼児にとってはその罰の意味が全く理解出来ないものであったり、本能的に見て非常に理不尽極まりない事もあるために、事態が激化しやすい。特に乳幼児は、母親一人だけでは手に余る程の保護を必要としている部分に負う所も大きいため、問題解決には周囲の人間の理解や援助が必要である。児童相談所ではこれらの悩みを持っているにも関わらず、身近に相談できる人間がいない人々の問題を解決する手助けを行っている。
1990年代から北欧諸国では体罰禁止運動が盛んになり、これらの国では全面禁止、イギリス、フランス、アイルランド、オーストラリアでは平手で身体（頬は除く）を打つこと以外は法律で禁止された。
日本においても、躾 (しつけ) という名目で子に対して説教だけでなく殴る・蹴る・地面などに叩き落すといったいわゆる「折檻（せっかん）」をして親が傷害罪や悪質な場合殺人罪等に問われることもある。

## 司法手段としての体罰
近代以前の刑法には鞭や杖などを用いて、受刑者が死に至らない程度の身体的苦痛を与えることで犯罪に対する悔悛と更生を促す身体刑が多くの国で存在していた。
今日、ヨーロッパをはじめとする先進国の多くで裁判所の量刑として用いられる司法体罰は姿を消しているが、2017年11月現在、アジアやアフリカ、英連邦カリブ海諸国の一部や、コロンビアやエクアドルの先住民コミュニティなどに司法手段としての体罰刑が残存している。
これらの司法体罰は、刑務所において刑務官が囚人に対して実施する刑務所内体罰(アメリカのパドリング (尻叩き)が著名である)や、軍隊などの軍事組織内の規律や練度の維持の為に規定、または事実上黙認されている懲戒体罰(大日本帝國陸軍におけるビンタや、大日本帝國海軍における海軍精神注入棒を用いたバッタなどが著名である)とも密接に関連している。

## 相談窓口・関連団体
- 24時間子供SOSダイヤル 文部科学省
- 法務省：子どもの人権110番 法務省人権擁護局
- 子どもの人権110番 東京弁護士会
- チャイルドライン® 18さいまでの子どもがかけるでんわ 認定NPO
- いきづらびっと LINEアカウント「@yorisoi-chat」で友達登録 （毎日、午後5時～10時）
- 全国民生委員児童委員連合会
- 部活動の“体罰”問題ホットライン 日本スポーツ法学会
- スポーツにおける暴力行為等相談窓口 日本体育協会
- スポーツにおける暴力根絶を目的とし、指導者や選手のための通報窓口 （対象：ＪＯＣ加盟団体）公益財団法人日本オリンピック委員会
- 暴力根絶相談窓口 公益財団法人 日本サッカー協会
- コンプライアンスに関する受付窓口の設置について 公益財団法人日本野球連盟
- 『体罰・暴力の相談窓口』開設について 日本バレーボール協会
- 「スポーツ指導における暴力根絶へ向けて」 日本ラグビー協会
- NPO法人 登校拒否・不登校を考える全国ネットワーク 連絡先

他、いのち支える相談窓口一覧（都道府県・政令指定都市別の相談窓口一覧）

連盟や団体の通報・相談窓口、守秘義務がある最寄りの民生委員・児童委員、弁護士事務所、極度の不眠や鬱症状、希死念慮など自覚症状がある場合は心療内科、精神科での受診や暴行による受傷を負った場合は病院の診断書など。
その他、最寄りの社会人団体活動への加入や一時避難としての図書館利用など。

## 体罰の隠蔽
体罰についての隠蔽を疑う意見がある。
体罰を受けた際または体罰を加えられそうになった際に、生徒が避けようとしたり抵抗するなどしてもみ合いになると、加害教師や学校によってその行為が一方的な対教師暴力と扱われることもある。私立の学校・高校などでは退学や転校を強要することがある。
体罰の行われた学校名を公表するよう、教育委員会に答申が行われているにもかかわらず、教育委員会が従わずに非公開とした事例も判明している。
文部科学省が体罰に関するアンケートを実施した際、中学校の生徒の運動部の父母会が顧問教諭の体罰を無かったことにするよう部員の保護者に要請し、事実上隠蔽を図っていた例も存在する。
なお、学校側が加害教員に対し、部活動の顧問の業務を停止させるのみで学校としての処分を全く課していない事例もある。

## 体罰に賛成している著名人・団体
多くの著名人や団体は体罰に反対しているが、中には体罰に賛成している著名人や団体も存在する。
- 産経新聞社の大野敏明が2013年1月27日に「教師と生徒の間に信頼関係があれば、殴られても生徒は悪感情をもたない。その場合、体罰はむしろ有効である。だから、体罰の全否定には反対である」と主張した[26]。
- 自民党の義家弘介は2007年、教育再生会議第一次報告において、体罰に関して、「現状では教師は毅然とした指導ができない。両手両足を縛って『戦ってください』と言うのは無責任だ」として、1948年の法務省（当時）による「生徒に対する体罰禁止」の通達の見直しを訴えた[27]。
- 石原慎太郎は、1983年の戸塚ヨットスクールの戸塚宏が逮捕される直前には「文藝春秋」で対談し、「戸塚さんがやっていることは、あるべき正当な教育やしつけの一番の真髄なんだね」と絶賛。拘留、刑期中、出所後も一貫して擁護し続け、戸塚と個人的親交が厚く、「戸塚ヨットスクールを支援する会」の会長も務めている。石原は、戸塚ヨットスクールが脚光をあびる前から“体罰肯定派”の急先鋒だった。1969年に出版してベストセラーになった『スパルタ教育　強い子どもに育てる本』（光文社）には、「子どもをなぐることを恐れるな」「暴力の尊厳を教えよ」「いじめっこに育てよ」「子どもに、戦争は悪いことだと教えるな」などの体罰論が展開されている[28]。
- 田母神俊雄は、戸塚の熱心な支持者の一人で、2010年には『それでも、体罰は必要だ！』（ワック）という戸塚との対談本も上梓。そこで田母神は、現代に必要な「教育改革」として「『体罰』をOKにしたら、問題児の八割は良くなる」と主張する戸塚と意気投合、ふたりで“日本の武士道は世界最高だ”と称揚しつつ、「体罰は絶対にいかんなんて、子どもたちにとっては大変不幸な環境ですよ」「子どもを絶対に殴らないというのは、日本は絶対に先制攻撃はしないという発想と同じなんですね」と述べた[28]。
- 曽野綾子は、「体罰はすべてダメ、ということになった時から、教育は狂って来てしまった」（「週刊ポスト」1996年12月6日号／小学館）、「体罰も幼い時は当然だ。体罰は一種の世代間の会話だということを大人は忘れてしまっている」（同2002年2月1日号）と主張している[29][30]。

### 体罰の会
- 戸塚ヨットスクールの戸塚宏が顧問兼支部長を務める、体罰復活を主張する団体。
- 戸塚宏は「体罰のことを私は『相手の進歩を目的とした有形力の行使』であると定義しています。相手の進歩が目的なのだから、体罰は悪ではない」と主張している[31]。
- 会長は加瀬英明、役員には宮崎正弘、西村幸祐、水島聡など。日本会議会長の田久保忠衛も顧問を務めている。田久保は、09年の「『教育における体罰を考える』シンポジウム」での講演で、「学校教育法を『体罰を加えることができる』と書き換えるべき。戦後、社会全体がゆるんでいる。こういうとき体罰が必要」と主張している[28]。

### 全国教育問題協議会
- 全国教育問題協議会による全教協ニュース2019年1月号に、以下の記事が掲載された。
  - 《日本の子どもをもっと逞（たくま）しく育てるため、躾けと体罰について教育現場で徹底的な議論を展開してほしいと痛感しています。》（全教協会員の発言）[32]
  - 《体罰の過剰反応、弱い子を育まないか》《文科省が「いじめの定義」を発表し、いじめられた側がいじめ（精神的苦痛）と感じたら、それがいじめであると。これでは挨拶で肩も叩けない。》《体罰も絶対禁止！これも時と場合で判断すべきである。不良少年が殴られて目覚めることだってある。何十年かぶりに恩師に会い、あの時、殴ってくれてありがとうなどという会話はなくなってしまうのか。これらの政策が、逆に弱い子を育むことにならないか心配である。》（全教協副理事長の発言）[33]
- 全教協の公式サイトが「全国教育問題協議会の第38回教育研究大会に参加した一般参加者のご意見、ご感想を紹介します」として、「最低限の体罰指導は必要」という意見を紹介した[34]。

## 事例
ウィッピング ボーイ
中世ヨーロッパ、王権神授説によって保護された王族に手を上げれば神の敵として罰されるため、仲の良い子供が代わりとして鞭打ち（ウィッピング）を受けていた。
イーストボーンの悲劇（1860年、イギリス）
イギリス・イーストボーンで、教師が生徒を体罰死させた事件。裁判の結果、故殺となり、イギリスでは体罰が法で禁止されるまでの体罰事件判例の先例となった。
戸塚ヨットスクール
不登校や家庭内暴力といった問題行動のある児童をスパルタ式教育により脳幹の機能を増進させ、健康で逞しく育てると謳った私塾。しかし、指導方法に医学的根拠はなく、暴力的な指導により心理的外傷を負った者や、ついには死者・行方不明者まで出た（戸塚ヨットスクール事件）。このため戸塚宏校長らが逮捕・起訴され、実刑判決を受け服役したが戸塚は出所後の記者会見でも「体罰は教育だ」と発言しており、反省するつもりは一切ないと表明した。その後も児童が複数自殺しておりたびたび報道されている。
水戸五中事件（1976年5月）
水戸市立第五中学校の体育授業における体力測定中、手伝い係の男子生徒が｢なんだKか｣と担当教員を呼び捨てにした発言に対して怒った担当教員が男子生徒の頭部を殴打し、生徒が1週間後に死亡した事件。加害教員は一審で有罪となるも、二審では目撃証言から「男子生徒を軽く叩いた」と認定され、「口頭の訓戒・叱責と同一視され、正当な懲戒権として許される限度内」として無罪判決を受けた。学校側は被害生徒側に体罰の事実を告知せず、また生徒たちに被害生徒の通夜への参列を禁止するなど不誠実な対応も問題になった。遺族が体罰の事実を知るのは荼毘に付した後で、級友から知らされて初めて体罰の事実を知った。学校は遺族に「土葬か火葬か」と意味深な発言もしていた。
名古屋市立味鋺小学校（1982年11月）
4年生の教室で、担任の代わりに授業を行った教諭が児童たちに対し、自身は読売ジャイアンツ（巨人）のファンであると前置きした上で、中日ドラゴンズのファンである児童たちを立たせ、「巨人ファンになれ」「中日ファンは殴るぞ」などと脅しても最後まで意思を曲げなかった男子児童3人を平手打ちするという事件が発生。教諭は「児童たちに信念を守ることの難しさを教えたかった」と述べたが、踏み絵同然の手法であるとして批判の声が上がった。

岐阜県立中津商業高等学校（1985年3月）
陸上部顧問の教員が女子部員に執拗な体罰と言葉の暴力を加え、自殺に至らしめた事件。被害生徒は国体などへの出場経験を持つやり投の選手だったが、顧問教員から半年にわたり、成績不振やその他の些細な理由で執拗かつ激烈な体罰を受け続け、さらに進級のための追試験に合格したにもかかわらず県の強化合宿メンバーから外され、体育教官室で顧問ら2人の教員から長時間立たされたまま、言葉の暴力を加えられ、翌日未明に自宅で自殺した。当時同校では、この顧問教員を中心とした体育科教員による「もう1つの生徒指導部」と呼ばれる生徒指導体制が確立されていた（一種の恐怖政治）。
被害生徒の自殺後、顧問教員は「あの子は叩きよかった、殴りよかった」と話し、また焼香に訪れた際にも遺族に対し「バカとしか言えん」「死人にクチなし」などと半ば逆ギレとも思える暴言を浴びせ、これによって激怒した遺族の一人から暴行を受けて重傷を負う事態になった。遺族が県と加害教員を相手取り提訴し、県に対する請求は認められたが、加害教員への請求は認められなかった。
後に加害教員は数年後に不審死を遂げていた事が週刊誌の報道で明かされた。
岐阜県立岐陽高等学校（現・岐阜県立本巣松陽高等学校）（1985年5月）
岐陽高校体罰死事件。修学旅行で国際科学技術博覧会を訪れた際、宿泊先である近隣の臨時宿泊施設で、持参が禁じられていたヘアドライヤーを使用した生徒に学級担任の教員が激しい体罰を加え、死亡させた事件。傷害致死罪で逮捕され実刑判決を受けた（事件後に懲戒免職）加害教員は転任したばかりで、普段体罰を振るう教員ではなかったが、生徒指導担当の教員から前任校での指導方針を詰られたことが、暴行とも見紛う激烈な体罰の引き金になったとされる。なお、当校はゼロ・トレランス方式による生活指導を行っていた。校長は「これは教諭の弱さだった」と発言している。
岐阜県の教育委員会は「信じられない特異なケース」「教師個人の体質、資質の問題」「体罰は日常化していない」と断言。しかし、後のアンケートの結果生徒の半数が体罰を受けているという結果も出た。判決後の記者会見で校長は「学校側の管理上、教育上の責任が全くゼロとは感じていないが、教育現場では教師の個々の生徒に対する力量が最後に出てくる」と発言した。
小松市立芦城中学校（1986年7月）
遅刻や忘れ物の多い生徒に対し、学級担任の教員が4回の往復ビンタの後に柔道技を数回かけて転倒させ、3日後に死亡させた事件。加害教員は「明日も忘れ物をしたら本当に怒る」と被害生徒に伝えていたが、被害生徒は母親が病気入院中で、家事や弟の面倒も見ていたために遅刻が多くなり、「忘れ物」も家計が苦しいためそもそも持っていなかったという。さらに被害生徒は解剖の結果、動静脈に先天的な異常があることも判明した。加害教員は執行猶予付き判決を受けた。
川崎市立桜本小学校（1987年1月）
特殊学級（現在の特別支援学級）の担任教師が指示に従わない児童の頭部を殴打し、死亡させた事件。生後6ヶ月の時に頭骨の手術を受けた被害児童は入学する際、絶対に頭を叩かないよう両親が学校側に申し入れていた。日常的に体罰を振るっていた加害教員は1988年11月26日に最高裁で懲役2年の実刑判決を受けた。
近畿大学附属女子高等学校（現・近畿大学附属福岡高等学校）（1995年7月）
近畿大学附属女子高校体罰死事件。学級副担任の教員が、指示に従わなかった生徒に激しい体罰を加え死亡させた事件。加害教員は自らの公判で体罰を伴う指導方針を正当化したほか、学校内外で体罰を容認・正当化する風潮があり、被害生徒の遺族への嫌がらせもあった。加害教員は1、2審とも実刑判決を受けた。また事件がメディアに流れていた頃、加害者の男性教師に世話になったOGなどは刑を軽くするために学校近隣で署名を集めていた。被害者宅に寿司10人前やカラオケセットが匿名で送りつけられ代金を払わせようとする偽計業務妨害も行われていた。
熊本体罰訴訟（熊本県天草市）（2002年）
2002年11月26日、熊本県の小学校で「校舎1階の廊下でだだをこねる小学3年男子児童にしゃがんでなだめている小学校教員に後ろから肩を揉み、小学校教員が止めるように言っても続行する」「通り掛かった小学6年女子数人に対してじゃれつくように蹴る」「小学6年女子児童数人を蹴ったことを小学校教員に注意されたことに腹を立てて、後ろから小学校教員の臀部付近を2回蹴って逃げ出す」等の数々の悪ふざけをしていた小学2年男子児童（当時7歳）に対し、小学校教員が「小学2年男子児童を追いかけて胸元の服を右手でつかんで壁に押し当て、大声で『もう、すんなよ』と叱った」が、その後で小学2年男子児童から「体罰」であるとして自治体に損害賠償を求めて民事訴訟を起こされたが、2009年4月28日に最高裁で小学校教員の行為について「これからはそのような悪ふざけをしないように小学2年男子児童を指導するために行われたもの」「やや穏当を欠くところがなかったとはいえないとしても、その目的、態様、継続時間等から判断して、教員が児童に対して行うことが許される教育的指導の範囲を逸脱するものではない」として体罰ではないと判断され、損害賠償は認められなかった。
おかやま山陽高等学校硬式野球部（2005年）
元野球部監督の池村英樹（当時35歳）が、部員に体罰を繰り返していたことや「メンタルトレーニング」と称して全裸でのランニングを強要していたことが発覚した。保護者からの告訴により11月に強要罪・暴行罪で逮捕・起訴された。この性犯罪同然の体罰については、体罰肯定派が多い保守的な立場の論客からも「性的な体罰は性犯罪者を生み出すだけだ」と強く非難されたため、どのような判決が出るか注目された。池村は容疑となった事実関係そのものについては認めているが、それらの行為は正当だったとして無罪を主張している。2007年3月、執行猶予付き有罪判決が下された。この高校へ赴任前は沖縄の公立校・沖縄県立那覇高等学校を夏の甲子園初出場に導き、変則フォームなど選手の型破りなプレースタイルで話題となったが、教員でなかったことから退任に至ったといわれている。池村はその後、愛知県で中卒・高校中退の選手を受け入れる硬式野球チーム・ルーキーズの監督に就任するが、特定の部員に執拗に体罰を振るう場面がテレビ番組で取り上げられた直後の2013年1月、辞任している（発表上は2012年12月末の辞任）。その後、43歳で急逝した。
京丹後市の市立小学校（2007年）
28歳の男性教諭が自分の担任クラスで、1人の児童の外見を一部児童がからかい他の児童も黙認する動きがあることに気付き、「次にからかったらみんなを叩いて自分は教師を辞める」と宣言。しかし、再び同様のからかいが発生した為、この教諭は宣言通りからかわれた児童1人を除くクラス全員児童の頬を一人一回ずつ平手打ちをした後、その足で校長室に向かって体罰を報告した（この際、クラスの児童は泣きながらこの教諭を引き留めた。）。校長は教諭を3日間の謹慎処分とし保護者を集めて謝罪したが、教諭は反省文と辞表を提出した。その後、この小学校の保護者の間で辞表の撤回を求める署名活動が始まり、ほぼ全児童の保護者が署名に応じる事態となった。校長はこの教諭が二度と体罰をしないと約束した為、辞表を返却した。
幸福会ヤマギシ会
広島弁護士会が広島県三次市のヤマギシズム学園花見山初等部に対して、「憲法や子どもの権利条約で保障された人権が侵害されている」として警告書を提出した。これに対し学校サイドは「子供を預かっている学校が、担任が子供たちを見ているときに、お腹がすいて輪ゴムを食べたりとか、あるいは体が悪くないのに長期に休ませるとか、放課後部活もできない、そういうことを見て、これは子供が普通じゃないんじゃないか」と、広島弁護士会の方に相談し、広島弁護士会も「平手打ちなどの体罰、あるいは反省させる名目で数時間から数日間も狭い一室に一人で閉じ込めた。また、通学日に朝食を与えず、18時間も食事をさせなかった、子供の手紙を無断で開封し閲覧した、無断で私物を検査し、取り上げた、家族との交流は月一回に制限され、休日も学園のスケジュールどおりで、テレビ、新聞の視聴、閲覧を制限した」と警告書を出した。同様の事例が過去に岐阜県の恵那市立武並小学校でもあったと広島弁護士会は指摘している。岐阜では食事を抜く、雨の中裸で外へ出す、登校させない、会の中での暴力行為がある等が子供たちの様子から感じられて警告書を提出するに至ったとしている。
時津風部屋力士暴行死事件（2007年）
元小結双津龍の時津風親方が17歳の序ノ口力士をビール瓶で殴るなどして死亡させた。
ネッツトヨタノヴェル三重（2008年）
三重県のトヨタ自動車系列ディーラー「ネッツトヨタノヴェル三重」において、店長（33歳）が、ノルマを達成できなかった大卒新入社員（23歳）の胸と腕を殴り、約2週間のけがを負わせたほか、肋骨を骨折させた疑いも持たれた。被害者によると、暴行は計10日にわたり、100回以上繰り返され、頭を足で踏まれたり、傘で頭を叩かれたこともあったというが、同社側は暴行は計7日、数十回で、職務怠慢などが理由だと説明した。被害者は500万円の損害賠償を求める労働審判を裁判所に申し立てた。
北海道遠軽町立小学校（2008年）
北海道遠軽町立小学校（校名は非公表）の当時11歳の女子児童が、担当教諭から楽器の居残り指導を何度も続けさせられるなどの体罰的指導を受けるようになり、これを苦にした女児は2008年4月に首吊り自殺した。女児の両親は同町と北海道とを相手取り、札幌地方裁判所に慰謝料の支払いを求め訴訟を起こした。2013年6月3日に同地裁は、学校側のその後の対応による精神的苦痛を認め計110万円の支払いを命じたが、指導と自殺との因果関係については認めなかった。
鳥取県立米子養護学校（2008年）
同校の男性教諭（38歳）が2008年6月18日、作業中に作業を怠けた高等部の男子生徒の両頬を平手で叩くなどの体罰を与え、同年8月19日に戒告の懲戒処分を受けた。
大分県立竹田高等学校剣道部（2009年）
2009年8月22日、午前9時頃から行われた練習中、剣道部所属の男子部員生徒（当時17歳）が顧問から、相手に向かって連続で打ち続ける「打ち込み」でひとりだけ何度もやり直しを強いられたうえで、パイプ椅子を投げつけられる、防具の「面」を持ち上げて首をむき出しにした状態で叩かれるなどの暴行を受けた。被害生徒は顧問の指導に「無理です」と応えた後、意識混濁を起こし壁に向かって走って激突、ふらつきながら竹刀を持たずに構えるなど不規則な行動をとった。この事に対し熱中症発症の症状を知悉していた顧問は、この不規則行動を熱中症を真似た演技と断定し「芝居やろうが！（注：「どうせ芝居だろう？」というニュアンスの大分の方言）」「キツイふりをするな」などと言い、男子部員の腹部を足で蹴り上げ、倒れた部員生徒の上に跨って襟を掴んで持ち上げ平手で顔を殴打する暴行を加えた。補給水も嚥下できず流涎したまま白目を剥いて横臥した被害部員は昏倒後しばらく放置された後、学校側は昼過ぎに救急車を要請した。救急車で病院に搬送されたが、被害部員は搬送先病院にて錯乱と痙攣を起こし、午後6時50分頃、病院において熱射病による多臓器不全で死亡した。遺体の肌色は黒く変色し、強い臭いも発していた。司法解剖にあたった医師は「熱射病でここまで内臓が傷んでしまったご遺体は見たことがない」と語った。県教育委員会が顧問に下した処分は停職6カ月の処分だけだった。顧問は業務上過失致死罪で書類送検されたが不起訴となった。
愛知県立刈谷工業高等学校硬式野球部（2011年）
同校の硬式野球部の当時16歳の男子部員が自殺したことについて、愛知県の設置した第三者委員会が詳細な調査を実施。その結果、同部の顧問の男性教諭から執拗に暴言を受けていたことの他、顧問が他の部員らに対し体罰を執拗に行っていたことを目撃したことで鬱状態が進行したことが原因であるという中間報告が出された。
津田学園高等学校水球部（2012年）
水球部の監督を務める男性教諭が試合中に3年の男子部員4人に顔を叩くなど体罰を加え、うち2人は鼓膜が傷つく程の怪我を負った。学校側の調査に対して「試合内容がふがいなかったからたたいた」とし、過去にも体罰を繰り返していたことを認めた。
大阪市立桜宮高等学校バスケットボール部（2012年）
同校のバスケットボール部顧問による暴行を怒声を伴う指導を恒常的に受け続けていた同部主将の2年生男子生徒が自宅で首吊り自殺した。
神戸市立飛松中学校（2012年）
同校の運動部顧問の男性教諭が同年11月に自分が担当する部活を指導していた最中、13歳の男子部員の顔を素手で殴るなどし、被害部員は肋骨骨折の重傷を負った。また、別の男性教諭も同年10月に男子生徒の一人に対し、胸倉を掴むなどして頭部に軽傷を負わせた。神戸市教育委員会は2013年1月18日、これら2人の教諭を減給処分とした。
静岡県立浜松商業高等学校（2010年～2012年）
同校は2010年〜2012年の間に計13件の体罰があり、9人の教諭と講師が関与していたことを明らかにした。男子バレーボール部では2011年10月、顧問が当時の部員に体罰を加え、鼓膜を破るけがをさせていた。女子バレーボール部でも男性教諭が部員三人の頬をはたき、文書訓告となっていた。硬式野球部では2010年夏ごろから部員を正座させ顔を平手でたたくなどの体罰が複数件あった。同校の運動部では体罰が常態化していた疑いがあるが、静岡県教委は「浜松商で体罰が特別に多いのかは全校調査の中で分かる」と述べた。部活動以外では2011年に40代の男性教諭が授業終了後、廊下で男子生徒1人の顔を平手で3回殴打、ももを2回膝蹴りし、1回頭突きした事例があった。
山陽高等学校男子バレーボール部（2013年）
5月26日、同校の男子バレーボール部顧問の男性教諭が部員3人に対し練習試合中に指示通りプレーしなかったとの理由で頬を4-5回平手打ちする暴力を行い、うち部員1人は顎を骨折する重傷を負った。この教諭は同年6月6日付で依願退職となった。
浜松日体高等学校男子バレーボール部（2013年9月）
男子バレーボール部顧問の男性教諭が遠征先で部員1人に対し、15秒間に13回平手打ちする場面を密かに撮影した動画がインターネット上に流出された。詳細は浜松日体中学校・高等学校#不祥事を参照。
大阪府立難波支援学校（2016年）
高等部の男性教諭が2016年4月以降に重度の知的障害を持つ男子生徒の一人に対して手を叩いたり、体を振り回すなどの体罰を行っていたことが同年7月20日の新聞報道で発覚した。この教諭は、当該の生徒に対し一人での食事が困難であるにもかかわらず、「給食は自分で食べろ」などの酷い暴言も吐いており、被害を受けた男子生徒は、心的外傷後ストレス障害(PTSD)と診断され、その影響で会話もできない状態となった。その後大阪府教育庁は体罰に加担したとされる男性実習助手を同年9月16日付で停職3か月の懲戒処分とした。
兵庫県立のじぎく特別支援学校（2016年）
高等部部長の男性教諭が授業の一環として訪れていた兵庫県三田市内の障害者支援施設に於いて、生徒の一人の襟首を掴み揺さぶった上、机に頭を打ち付けたとして2016年10月31日に兵庫県警察に暴行容疑で逮捕された。
福井県池田町立池田中学校（2017年）
2年生男子生徒（当時14歳）が担任と副担任から排他的な扱いや執拗で集中的な怒声と叱責を伴う指導を受け続け、2017年3月14日、当該生徒が校舎の高所から投身、搬送先の病院で死亡した。調査委員会は「校舎から転落死したのは、担任らから厳しい指導を受けた精神的ストレスによる自殺だった」とする報告書を公表している。
京都府立乙訓高等学校陸上競技部（2018年10月）
陸上部の顧問の54歳の男性教諭が、10月12日から13日まで京都府内の大学で実施した合宿の後、解散時に集合時間に遅れた1年生の男子部員1人に対し尻を蹴るなどの体罰を行った。生徒は左腕で城を庇った際に左腕を骨折した。教諭は京都府教育委員会による処分が決まるまで自宅謹慎。
帝京第五高等学校サッカー部（2018年10月）
サッカー部に於いて、監督を務める男性教諭が宿題を忘れたり言葉遣いが悪いなど態度が悪い部員への「指導」と称して、丸刈りを命じていたことが2018年10月に新聞報道で明らかになった。学校側も監督の行為を把握していたものの同年4月、愛媛県に相談が寄せられるまで黙認していた模様である。
富士学苑高等学校女子バスケットボール部（2018年）
女子バスケットボール部の監督を務める61歳の男性教諭が、複数の部員に対し、脛を蹴るなどの体罰を加えたり、「死ね」、「熱中症になれ」などの暴言を吐くなどしていたことが明らかになった。これを受けて学校側はこの教諭について、監督を解任すると共に2019年3月までの停職処分とした。
九州学院高校ラグビー部（2018年10月）
熊本県熊本市の私立九州学院高校ラグビー部の監督を務める45歳の男性家庭科教諭が10月4日昼、校内の食堂前のホワイトボードに部員のあだ名を書いたとして複数の部員を呼び出した。書き込んだ部員が名乗り出ると左ほおを殴打ちし転倒させ、さらに転倒した部員の胸倉を強く掴んで引きあげ再度殴打した。胸倉を掴んだ際、部員の制服が破れた。学校側の説明では校長ら３人に体罰を告発する匿名の文書が届いてから、初めて暴行の事実を把握したという。学校の発表は11月23日に全国大会熊本県予選決勝戦を控えた直前であった。
熊本市立千原台高校陸上競技部（2018年7月〜2019年10月）
熊本市立千原台高校の男子陸上部監督の男性教諭（37）が2018年7月ごろから19年10月までの間に部員13人に対して馬乗りになって拳で殴ったり傘で叩いたりしたとして、計35件の暴行を加えた。うち8人は頭から流血するなどの怪我をした。同高の教職員は暴行の事実を知っていながら、黙認していた。
お茶の水女子大学附属中学校 (2019年9月)
同校で2019年9月中旬に、同校の教諭の一人が2年生の男子生徒を足蹴りにし、肋骨骨折の怪我を負わせていたことが明らかになった。警視庁大塚警察署が傷害容疑で該当の教諭から事情を聴いている。
姫路市立城陽小学校（2018年 - 2021年）
同校の特別支援学級の40歳代の男性教諭が、学級の児童6人に対し、プールに放り込んだり、腕を掴んで引き回したり、「生きる価値なし」などの暴言を繰り返し行った。被害児童のうち2人は、これが元で心的外傷後ストレス障害 (PTSD) の症状を訴えるようになった。当該の教諭はその後懲戒免職となったが、2023年12月18日に、児童2人の保護者らが、姫路市教育委員会に対し、計2,000万円の損害賠償を求め、神戸地方裁判所姫路支部に提訴した。
九州学院高校ハンドボール部（2024年1月）
熊本県熊本市の私立九州学院高校ハンドボールの監督を務める40代の男性体育教諭が1月に部員が午後の練習を切り上げようとしたことに腹を立て、「練習を終えていいか」と尋ねた部員1人に対し「何を言っているんだ」「それじゃダメだ」「ばかやろう」などと暴言を吐いた。暴言を受けた部員は翌日から一時登校できなくなり、3月に退部した。学校は1月に監督を解任し、日本ハンドボール協会は6月8日付けで元監督を指導者や審判員、公式戦出場の資格を2年間停止する処分とした。https://news.yahoo.co.jp/articles/bbead7f60ef8379cc7e814
菊華高等学校ボクシング部 (2024年2月)
ボクシング部顧問を務める男性教諭が複数の男子部員に対し、頭を殴るなどの体罰をしていたことが判明した。教員は事実を認め、辞表を提出した上で退職した。

## 文化
使用された道具
- 教鞭 - ヨーロッパでは伝統的にマルティネ (鞭)（英語版）、スコットランドでは Tawse というものが使用されていた。
- Slippering（英語版） - スリッパで叩くことは、杖や鞭で叩くより軽い体罰として使用されていた。
- Welsh Not - ウェールズ語を話す子供の首にぶら下げられる板（レッテル）

慣用句
- 英語：Spare the rod,spoil the child.（鞭を惜しむと子供は駄目になる）[70]
- 中国語：棒下出孝子（棒で殴らなければ、孝行息子にならない）

法律
- 中国 未成年者保護法（中国語版）